# أرسين لوبين اللص الظريف
أرسين لوبين اللص الظريف بالفرنسية Arsène Lupin, gentleman-cambrioleur، مجموعة تضم 9 قصص قصيرة، من تأليف موريس لوبلان، وكان فيها أول ظهور لشخصية أرسين لوبين. نشرت لأول مرة مجزأة في المجلة الفرنسية Je sais tout بدءا من 15 يوليو/تموز 1905، قبل أن يتم تجميعها وتنشر كاملة في كتاب واحد في 10 يونيو/حزيران 1907.

## بداية النشر
في 15 يوليو 1905 نشر موریس لوبلان قصة بعنوان «اعتقال أرسین لوبین». لم یكن موریس لوبلان عندما كتب هذه القصة ینوي كتابة المزید منها، ولا تحویل شخصیة أرسین لوبین لبطل دائم لسلسلة من روایاته، لكن النجاح والصدى الذي حققته قصة «اعتقال أرسین لوبین» دفعه للتفكیر في استثمار هذا النجاح وكتابة قصة أخرى لأرسین لوبین، نُشرت في نفس المجلة بعد عدة شهور، تحدیدا في 15 ديسمبر 1905 وحملت عنوان «أرسین لوبین في السجن»، والتي یستكمل فیها ما وقع للوبین بعد القبض علیه، وبعدها بشهر نشر قصة «هروب أرسین لوبین»، ثم أخذ ینشر كل شهر أو شهرین قصة لأرسین لوبین، حتى أتم تسع قصص، ُجمعت بعدها سنة 1907 فیما عرف بأول مجموعة قصصية عن أرسین لوبین، والذي حملت عنوان «أرسین لوبین اللص الظریف»- والذي یحوي- بالإضافة لقصة القبض على أرسین لوبین وسجنه ثم هروبه من السجن- بعض مغامرات اللص الشهیر في الاستیلاء على أموال ومجوهرات الأغنیاء، وقصة أول مواجهة دارت بینه وبین شرلوك هولمز، والتي حملت عنوان «شرلوك هولمز یصل متأخرا».

## المشكلة معالسير آرثر كونان دويل
من المؤكد أن موریس لوبلان أراد الاستفادة من ظاهرة هولمز الكبرى (أكثر مما حققه لوبين بمفرده)، فنشر قصة بعنوان «شرلوك هولمز یصل متأخرا» في المجلة الفرنسية "Je sais tout" في يونيو من عام 1906. وفي هذه القصة، يحقق المحققان في نفس اللغز، ويكتشفان الأدلة نفسها، رغم أن لوبين يتفوق على هولمز في النهاية عندما يسرق ساعته ويعيدها إليه مع بطاقة عمله.
بحلول يناير 1907، تواصل دويل أو محاموه مع "Je Sais Tout" وأخبروهم بضرورة التوقف عن استخدام اسم شارلوك هولمز. هذا شكل مشكلة للمجلة، التي كانت قد نشرت اثنين من الفصول الستة التي وعدت القراء بها (السيدة الشقراء). كانت حلهما غير أنيق ومضحك: كان الفصل الثالث، الذي نُشر في عدد يناير، بعنوان "هيرلوك شولميس يفتح العمليات الحربية"، وتم تغيير اسم هولمز إلى "هيرلوك شولميس" في النص. (وتغير اسم واتسون أيضًا إلى "ويلسون"). كان موریس لوبلان يشارك في تقليد قديم: فقد كان "هيرلوك شولمز" يظهر في النكات والباروديات لأعمال دويل منذ عام 1894. عندما تم جمع أول تسع قصص لوبين في صيف 1907 كـ "أرسين لوبين، اللص الظريف"، تم تغيير اسم هولمز مرة أخرى إلى هيرلوك شولميس.
وفي الترجمة الإنجليزية لهذه المجموعة، سُمّي "هولملوك شيرز Holmlock Shears". كما أدرج موریس لوبلان شخصية واتسون في هذه القصص، وأعاد تسميته بـ "ويلسون".
ظهر هيرلوك شولميس Herlock Sholmès أربع مرات أخرى في مجموعة لوبين: في "السيدة الشقراء"، التي نُشرت بالتسلسل من نوفمبر 1906 حتى أبريل 1907، و"المصباح اليهودي"، الذي نُشر بالتسلسل من سبتمبر 1907 حتى أكتوبر، و"الإبرة المجوفة"، الذي نُشر من نوفمبر 1908 حتى مايو 1909، و"813"، الذي نُشر بالتسلسل من مارس 1910 حتى مايو في "لو جورنال".

## قائمة القصص

### القصة الأولى: "اعتقال أرسين لوبين" (L'Arrestation d'Arsène Lupin) 15 يوليو 1905
تبدأ القصة على متن سفينة متجهة إلى الولايات المتحدة، أين يتلقى قبطانها تلغراما مفاده أن اللص الشهير الذي ذاع صيته في باريس على متن نفس السفينة، ما يثير القلق والرعب خاصة بين ركاب الدرجة الأولى، وتكون مخاوفهم في محلها، إذ يتم سرقة مجوهرات ثمينة من إحدى السيدات، فتبدأ عملية البحث عن هذا اللص.

### القصة الثانية: أرسين لوبين في السجن (Arsène Lupin en prison) 15 ديسمبر 1905
بعد أن تم اعتقاله، يقضي لوبين عقوبته في سجن لاسنتيه، لكن البارون ناتان كاهورن يتلقى رسالة موقعة من ذات اللص، يأمره فيها بإرسال قطع معينة من مجموعة مجوهراته الثمينة، وإلا سيقوم في ليلة ال27 من سبتمبر بسرقة تلك القطع وأشياء أخرى. يسرع كاهورن لإخبار المحقق غانيمارد، الذي يتولى هو نفسه ورجلين مساعدين حراسة مجموعة السيد كاهورن في تلك الليلة. رغم ذلك تنجح عملية السرقة، فيقرر غانيمارد بدأ تحقيق موسع حول الحادثة. يذهب غانيمارد لزيارة لوبين في السجن، ويشرح له لوبين كيف قام بعملية السرقة وأنه كان متخفيا في زي أحد مساعديه الذين توليا مهمة الحراسة في تلك الليلة، ويعلن هذا اللص أيضا أنه سينجح في الهروب من السجن قبل يوم محاكمته.

### القصة الثالثة: هروب أرسين لوبين (L'Évasion d'Arsène Lupin) 15 يناير 1906
ينجح لوبين في الهروب قبل محاكمه كما أخبر من قبل، لكنه يعود يوم المحاكمة. يبدو غانيمارد مقتنعا أن ذلك الشخص الذي عاد إلى السجن ليس لوبين بل مجرد متنكر ويقرر اطلاق سراح، ليكتشف فيما بعد أنه ارتكب خطئا فادحا، إذ أن ذلك الشخص هو فعلا أرسين لوبين لكنه تعمد تغيير مظهره ليوهم الجميع أنه مجرد متنكر.

### القصة الرابعة: المسافر الغامض (Le Mystérieux Voyageur) 15 فبراير 1906
خلال رحلة قطار إلى النورماندي، وفي إحدى المقطورات التي يوجد فيها ثلاثة ركاب، يقوم أحد المسافرين بمهاجمة الآخرين، ويسود اعتقاد أن للحادثة علاقة بأرسين لوبين.

### القصة الخامسة: قلادة الملكة (Le Collier de la reine) 15 أبريل 1906
«قلادة العبودية» واحدة من مجوهرات الملكة ماري أنطوانيت، تتم سرقتها بطريقة غامضة، رغم أنها كانت محفوظة في غرفة مغلقة.

### القصة السادسة: خزنة السيدة إمبار (Le Coffre-fort de madame Imbert) 15 آيار 1906
يقرر لوبين سرقة خزنة السيدة والسيد إمبار، التي يشاع أنها تحتوي على العديد من المقتنيات الثمينة، لكن ما يجعل مهمته صعبة هو أن السيدة إمبار حريصة جدا على خزنتها ولا تفترق عنها أبدا.

### القصة السابعة: شرلوك هولمز يصل متأخرا (Sherlock Holmès arrive trop tard) 15 يونيو 1906
في قصر ثيبرماسنيل، منزل السيد دوفان، تحصل عملية سرقة لكتاب يحوي خرائط لممرات سرية في القصر. يقرر السيد دوفان الاستعانة بشرلوك هولمز لحل هذا المشكلة، وفي نفس الليلة يسطو لوبين واثنين من رجاله على القصر، آخذين العديد من المقتنيات الثمينة، ولا يلاقي لوبين أية صعوبة في مهمته، لأنه هو من سرق سابقا كتاب الممرات السرية التي يجهلها الجميع بما في ذلك صاحب البيت السيد دوفان.

### القصة الثامنة: الجوهرة السوداء (La Perle noire) 15 يوليو 1906
يقرر لوبين سرقة «الجوهرة السوداء»، لكن شخصا آخر سبقه، إذ يفاجئ لوبين عند مباشرته لعمليته بجثة صاحبة الجوهرة، وقد تم سرقة الجوهرة بالفعل.

### القصة التاسعة: البطاقة ذات السبعة قلوب (Le Sept de cœur) 15 مايو 1907
في هذه القصة يحكي موريس لوبلان الظروف الغريبة التي تعرف فيها على أرسين لوبين. نُشرت لأول مرة في مجلة جيه سي تو العدد 28 بتاريخ 15 مايو 1907، تحت عنوان "كيف تعرفت على أرسين لوبين: البطاقة ذات السبعة قلوب". يجد الراوي، وهو صحفي، نفسه متورطًا بالصدفة في قضية تجسس عسكري.

## الترجمة العربية

### ترجمات كاملة
- أرسين لوبين اللّص النبيل، ترجمة: د. باسم صابر ميخائيل، دار كلمات للنشر، 2021.[3]
- ارسين لوبين اللص الظريف، ترجمة اسراء يونس، الرواق للنشر والتوزيع، 2021.[4]

### ترجمات متفرقة
- اللص الظريف - المركز العربي للنشر والتوزيع، محمد عبد المنعك جلال. (بعض القصص)
- Le Collier de la reine ترجمة بعنوان عقد الملكة ونشرت مع قصص أخرى ضمن مجموعة «عودة أرسين لوبين» مكتبة معروف.
- Le Coffre-fort de madame Imbert ترجمة بعنوان خزانة مدام إيمبر ونشرت مع قصص أخرى ضمن مجموعة «عودة أرسين لوبين» مكتبة معروف.
- Sherlock Holmès arrive trop tard ترجمة بعنوان شرلوك هولمز ونشرت مع قصص أخرى ضمن مجموعة «عودة أرسين لوبين» مكتبة معروف.

## وصلات خارجية
باللغة الفرنسية:
- مجموعة القصص كاملة على شكل كتاب مسموع.

باللغة الإنجليزية:
- مجموعة القصص كاملة على شكل كتاب إلكتروني.